# Antonín Brus z Mohelnice
Antonín Brus z Mohelnicy (ur. 13 lutego 1518 w Mohelnicy, zm. 28 sierpnia 1580 w Pradze) – czeski duchowny katolicki, biskup wiedeński w latach 1558–1562 i arcybiskup metropolita praski od 1562 r.

## Życiorys

### Początki kariery
Pochodził z czeskiej szlachty. Urodził się w 1518 r. w Mohelnicy. Studiował teologię w Pradze i Krakowie, po której ukończeniu wstąpił do zakonu Krzyżowców z Czerwoną Gwiazdą i przyjął święcenia kapłańskie w 1541 r. Uczestniczył następnie w walkach przeciwko Turkom na Węgrzech w latach 1542–1545. Sprawował tam funkcję kapelana. Po powrocie z Węgier pracował jako duszpasterz w Chebie. W 1552 r. został wielkim mistrzem krzyżowców, a następnie głównym kapelanem armii habsburskiej oraz tajnym radcą i spowiednikiem Ferdynanda I.
W 1558 r. został mianowany dzięki poparciu cesarza Ferdynanda I biskupem ordynariuszem wiedeńskim, a trzy lata później arcybiskupem metropolitą praskim, uzyskując papieską prowizję na to stanowisko, które nie było obsadzone od 1425 r.

### Arcybiskup praski
Jako pierwszy od czasów husyckich arcybiskup praski postawił sobie za cel wprowadzenie reform Soboru Trydenckiego w archidiecezji praskiej.
Dzięki wsparciu ze strony cesarza i jego opiece finansowej, która stała się głównym źródłem finansowania dla archidiecezji przez kolejne 120 lata, rozpoczął pracę na odbudowę i reformą w dużej mierze zlikwidowanych struktur Kościoła katolickiego w Czechach, rehabilitacją i wzmocnieniem morale księży. Dołożył wszelkich starań w celu złagodzenia napięć między katolikami a utrakwistami, mając nadzieje, że uda mu się, że uda mu się ich nakłonić do masowego powrotu do Kościoła katolickiego, co jednak mu się nie udało.
Jako arcybiskup praski dwukrotnie uczestniczył w koronacji władców czeskich: Maksymiliana II i Rudolfa II.